# Раковский сельский совет (Херсонская область)
Раковский сельский совет (укр. Раківська сільська рада) — входит в состав
Бериславского района
Херсонской области
Украины.
Административный центр сельского совета находится в 
с. Раковка
.

## История
- 1917 — дата образования.

## Населённые пункты совета
- с. Раковка
- с. Новосёлка
- с. Першотравневое
- с. Тараса Шевченко
- с. Урожайное